# Подшин
Подшин (пол. Podszyn) — село в Польщі, у гміні Завихост Сандомирського повіту Свентокшиського воєводства.
Населення — 259 осіб (2011).
У 1975-1998 роках село належало до Тарнобжезького воєводства.

## Демографія
Демографічна структура на день 31 березня 2011 року:
|          | Загалом | Допрацездатний вік | Працездатний вік | Постпрацездатний вік |
| -------- | ------- | ------------------ | ---------------- | -------------------- |
| Чоловіки | 118     | 20                 | 81               | 17                   |
| Жінки    | 141     | 29                 | 76               | 36                   |
| Разом    | 259     | 49                 | 157              | 53                   |